# Robinson Helicopter
Pour les articles homonymes, voir Robinson.
Robinson Helicopter Company est un fabricant d'hélicoptères américain fondé en 1973. Son siège social est situé à Torrance, Californie. Il est en 2018 le premier constructeur mondial en nombre d'hélicoptères diffusés, mais pas en chiffre d’affaires,.

## Historique
L'entreprise est fondée en juin 1973 par Frank D. Robinson (en) et est basée sur le Zamperini Field (en), l'aéroport municipal de Torrance. Son plan d'affaires est de vendre des hélicoptères légers à bas cout. 
Son premier prototype d'hélicoptère, le Robinson R22, est construit dans un petit hangar de l'aéroport et effectue son premier vol en août 1975. Elle livre son premier appareil en octobre 1979. Plus tard la même année, avec un carnet de commandes de plus de 500 unités, Robinson a quitté ce hangar pour s'installer dans une installation de fabrication plus grande de 13 400 m2 et a commencé à exécuter des commandes pour cet hélicoptère à faible coût vendu alors au prix de base 40 000 dollars américains (
140908 dollars actuels).
Le 500e exemplaire du R22 sort en juillet 1985. En 1988, Robinson devient le principal producteur d'hélicoptères légers, produisant plus de nouveaux hélicoptères que tout autre fabricant. Le 1 000e exemplaire est livré en avril 1989 et en 1991, le 2 000e sort d'usine. L’entreprise en 1981 avait moins d'une centaine d'employés et construisait 2,9 R22 par semaine, durant ces années fastes, elle a assemblé près de 9 hélicoptères par semaine et employé plus de 1 200 personnes.
En 2007, le 8 000e hélicoptère est livré. En 2008, 823 hélicoptères sont livrés mais la crise économique de 2009 fait chuter la production de moitié lors de cette année.
Elle est dirigée depuis août 2010 par Kurt Robinson qui succède à son père. Cette même année, Robinson a ajouté 40 500 m2 d'espace de fabrication, ce qui porte celui-ci à 188 000 m2. 
Le cap du 10 000e hélicoptère assemblé  est franchi le 10 novembre 2011.
En 2013, alors qu'elle a 1 300 employés, elle livre 513 hélicoptères et 329 en 2014 alors que la direction de Robinson déclare pouvoir produire un millier d'hélicoptères par an. 
Le 23 décembre 2016, le 10 000e Robinson est remis à son propriétaire. En 2017, elle livre 305 appareils dont 34 R22 et 144 R44. En 2018, elle livre 316 hélicoptères dont 33 R22, 209 R44 (63 Raven 1, 17 Cadet et 129 Raven 2, classé comme l’hélicoptère le plus vendu au monde selon la General Aviation Manufacturers Association (en)) et 74 R66 à turbine. La production hebdomadaire est à cette date d’un R22, deux R66 et quatre R44 et destinée majoritairement à l'exportation. En 2022, treize mille appareils ont été livrés.
Son hélicoptère d'entrée de gamme R22 est fortement concurrencé depuis les années 2010 par les Hélicoptères Guimbal, une entreprise française.

## Production

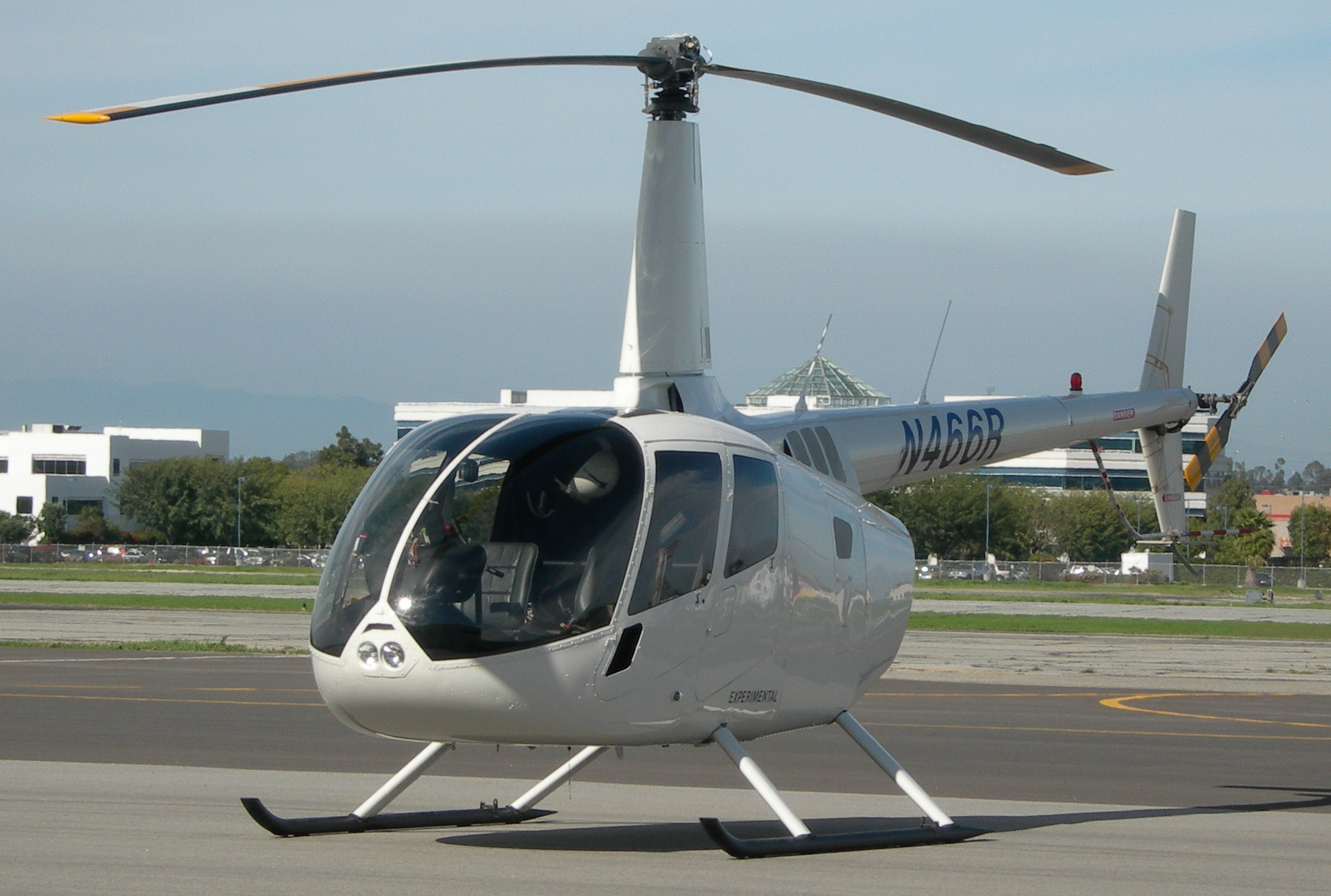
Le premier R66 de série.

Les hélicoptères fabriqués par Robinson sont des appareils légers :
- Robinson R22, moteur Lycoming O-320, 2 places, commercialisé en 1979 ;
- Robinson R44, moteur Lycoming O-540, 4 places, vendu depuis 1993 ;
- Robinson R66, turbomoteur Rolls-Royce RR300, 5 places, mis en service en 2010 ;
- Robinson R88, turbomoteur Turbomeca Arriel, 10 places, en cours de développement en 2025.

Déclinée en plusieurs modèles, la famille Robinson a mis à la portée du plus grand nombre le monde habituellement inaccessible de l'hélicoptère, tout en conservant une sécurité acceptable.

## Accidentologie
Entre 2001 et 2010, on comptabilise aux États-Unis 299 R22 et 129 R44 accidentés; entre 2011 et 2015, 86 R22, 105 R44 et 4 R66 sont accidentés aux États-Unis.

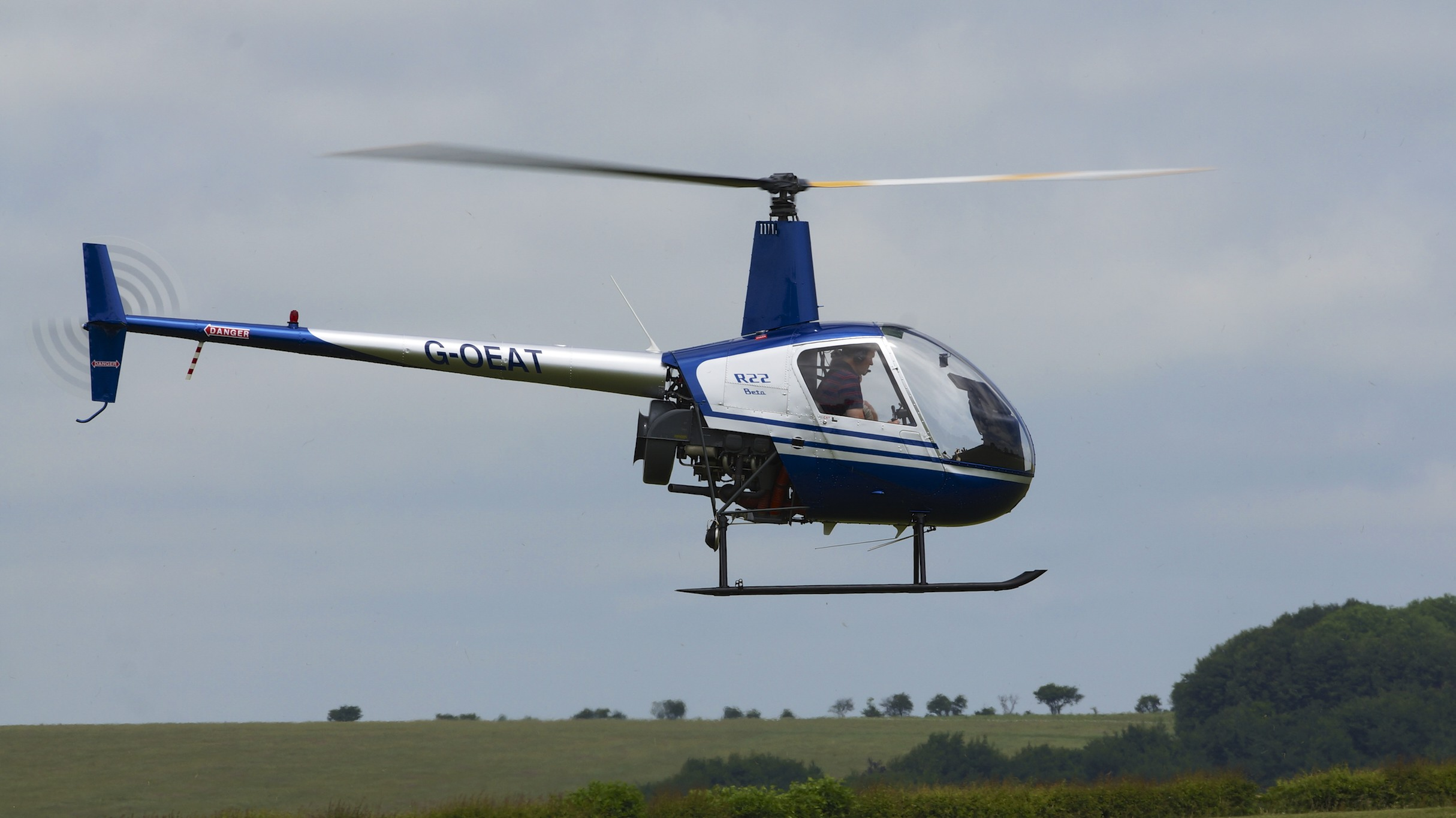
R22
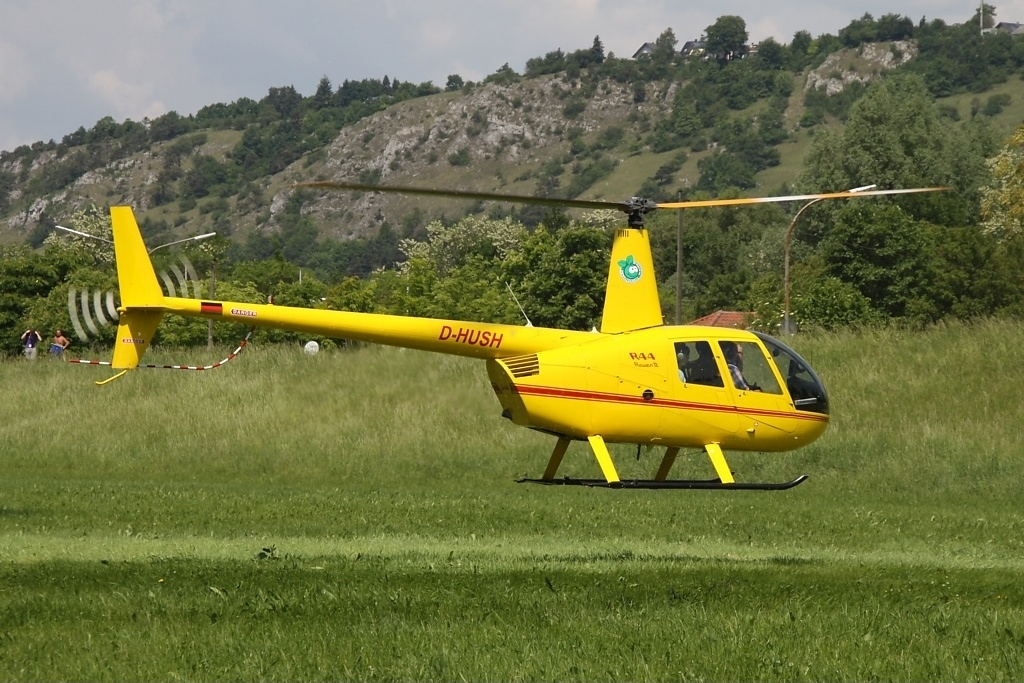
R44
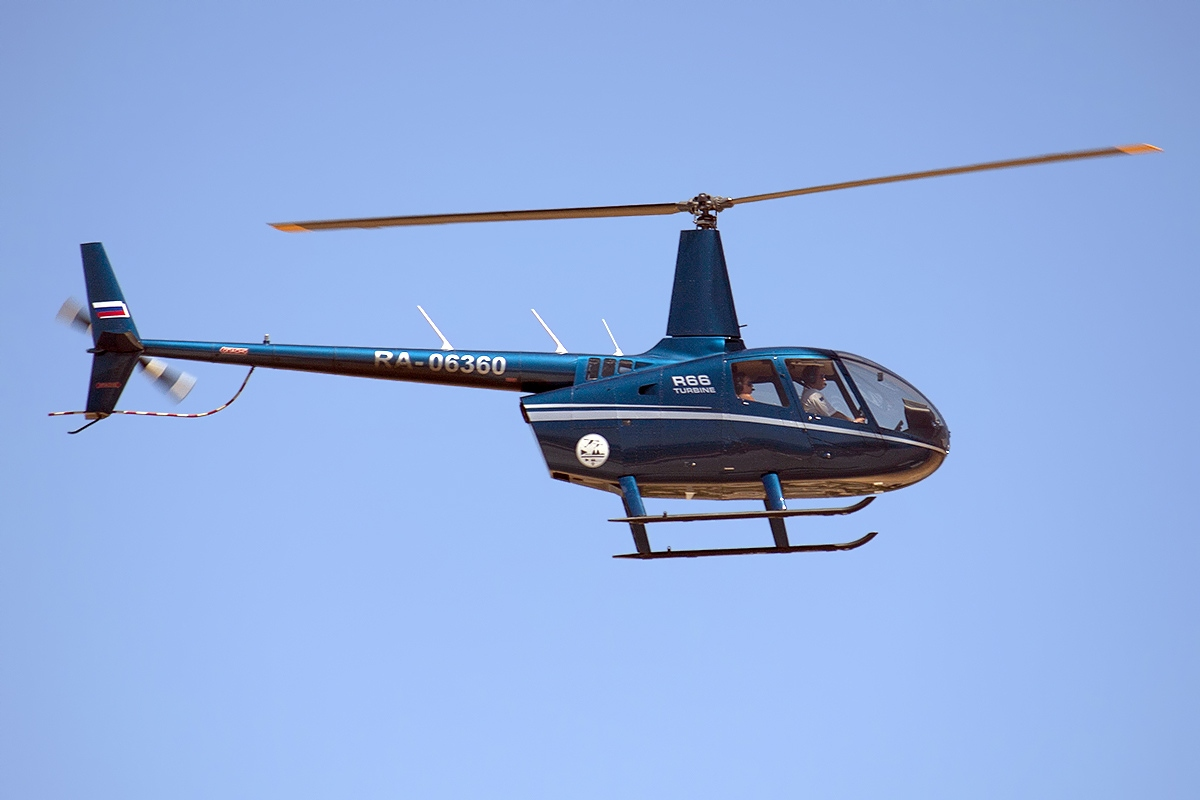
R66